# Nitro PDF
Nitro PDF Pro是一个可以用于创建和编辑PDF文件的软件。它的操作界面的风格类似Microsoft Office的Ribbon。用户可以在Windows和Mac操作系统使用该软件。

## 历史
开发公司Nitro Software于2005年成立于澳大利亚墨尔本，最早有三名员工。